# Дзвиняч (Ивано-Франковская область)
Дзви́няч (укр. Дзвиняч) — село в Ивано-Франковском районе Ивано-Франковской области Украины. Административный центр Дзвинячской сельской общины.
Население по переписи 2001 года составляло 2468 человек. Занимает площадь 13 км². Почтовый индекс — 77750. Телефонный код — 03471.

## Известные уроженцы
- Степаняк, Михаил Дмитриевич (1905—1967) — украинский юрист, видный деятель ОУН.